# Szczurowa (gromada)
Szczurowa – dawna gromada, czyli najmniejsza jednostka podziału terytorialnego Polskiej Rzeczypospolitej Ludowej w latach 1954–1972.
Gromady, z gromadzkimi radami narodowymi (GRN) jako organami władzy najniższego stopnia na wsi, funkcjonowały od reformy reorganizującej administrację wiejską przeprowadzonej jesienią 1954 do momentu ich zniesienia z dniem 1 stycznia 1973, tym samym wypierając organizację gminną w latach 1954–1972.
Gromadę Szczurowa z siedzibą GRN w Szczurowej utworzono – jako jedną z 8759 gromad na obszarze Polski – w powiecie brzeskim w woj. krakowskim, na mocy uchwały nr 19/IV/54 WRN w Krakowie z dnia 6 października 1954. W skład jednostki weszły obszary dotychczasowych gromad Szczurowa i Rylowa ze zniesionej gminy Szczurowa w tymże powiecie. Dla gromady ustalono 23 członków gromadzkiej rady narodowej.
31 grudnia 1959 do gromady Szczurowa przyłączono obszary zniesionych gromad Górka i Niedzieliska.
30 czerwca 1960 do gromady Szczurowa przyłączono obszar zniesionej gromady Strzelce Wielkie.
31 grudnia 1961 do gromady Szczurowa przyłączono wieś Rudy-Rysie ze znoszonej gromady Przyborów; z gromady Szczurowa wyłączono natomiast wieś Kopacze Wielkie włączając ją do gromady Zaborów.
Gromada przetrwała do końca 1972 roku, czyli do kolejnej reformy gminnej. 1 stycznia 1973 reaktywowano gminę Szczurowa.